# Gamaiun

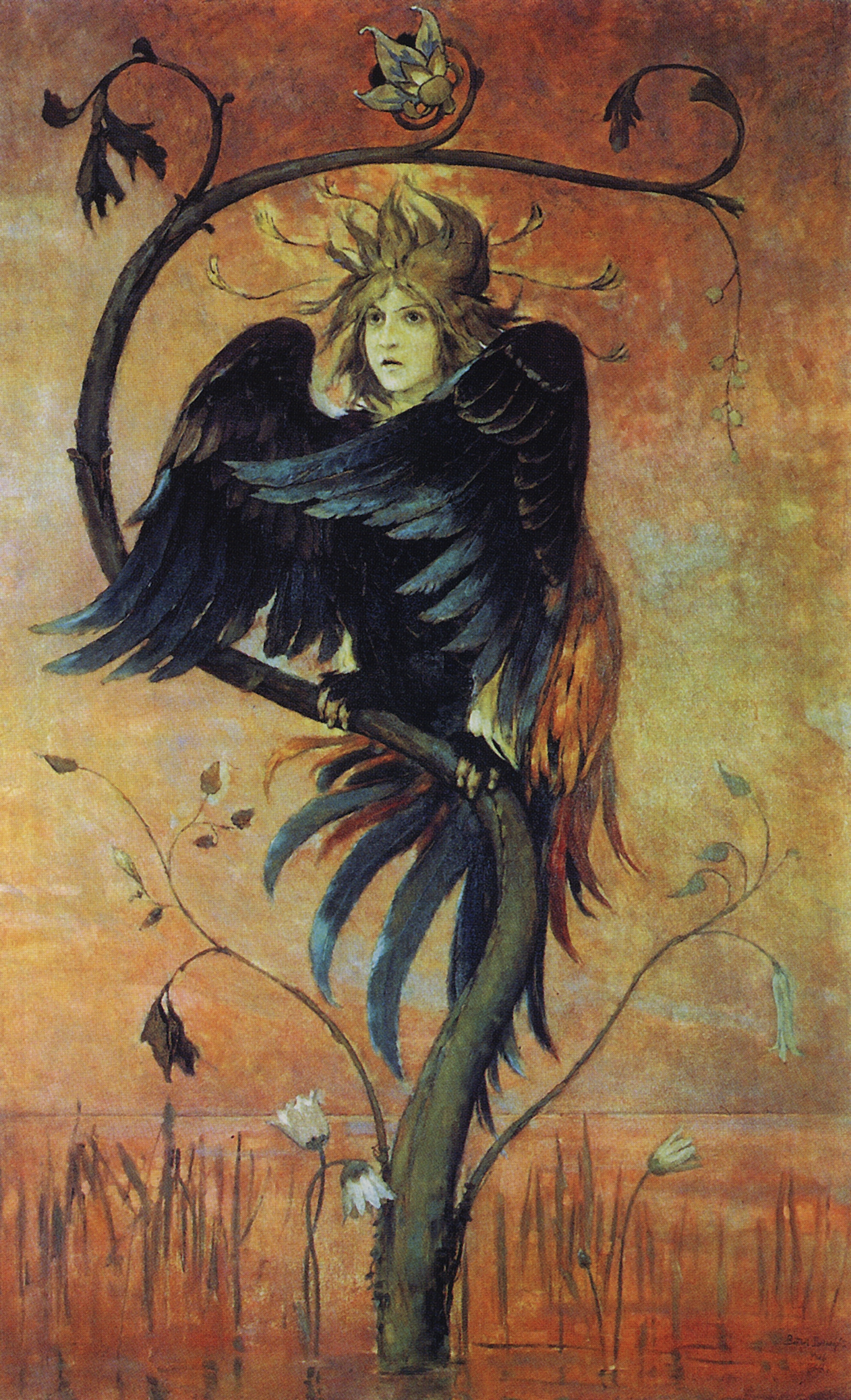
Gamaiun, una din cele trei păsări cu darul profeţiei în mitologia rusă, alături de Alkonost și de Sirin (pictură de Viktor Vasnetsov, 1897).

În legendele rusești, Gamaiun (în limba rusă Гамаюн) este o pasăre miraculoasă, cu darul profeției, ce locuiește pe o insulă estică aproape de Paradis.